# Ivan T. Sanderson
Ivan Terence Sanderson (* 30. Januar 1911 in Edinburgh; † 19. Februar 1973 in Columbia im US-Bundesstaat New Jersey) war ein US-amerikanischer Anomalistiker und Schriftsteller.

## Leben
Sanderson wurde in Edinburgh geboren. Er studierte in Cambridge. Nach dem Zweiten Weltkrieg zog Sanderson nach New York und nahm die US-amerikanische Staatsbürgerschaft an. Er besaß einen kleinen eigenen Zoo am Delawarefluss. In den 1950er und 1960er Jahren arbeitete er an biologischen und geografischen Sachbüchern, die in Deutschland bei Knaur als Reihe mit seinen Beiträgen zu Säugetieren veröffentlicht wurden (Knaurs Kontinente in Farben, Knaurs Tierreich in Farben etc.).

## Veröffentlichte Hypothesen

### Kryptozoologie
Sandersons anomalistischer Interessenschwerpunkt lag im Bereich der Kryptozoologie – er selbst prägte diesen Begriff in den 1940er Jahren – bzw. Hominologie. Dazu veröffentlichte er 1961 sein viel beachtetes, mehr als 500 Seiten umfassendes Werk „Abominable Snowmen...“, das noch heute zur kryptozoologischen Standardliteratur gehört.
Bereits in den 1920er und 1930er Jahren hatte er als Teenager bzw. junger Mann eine Reihe von Expeditionen in tropische Gebiete durchgeführt, die ihm aufgrund seiner dabei gewonnenen Sammlung exotischer Tiere sowie durch seine populären, naturkundlichen Schriften über diese Reisen einigen frühen Ruhm einbrachten. Bei einer dieser Exkursionen – nach Kamerun im Jahr 1932 – wollen er und sein Begleiter, der Naturforscher Gerald Russell, im Gebiet der Assumbo Mountains einen Kongamato gesichtet haben.

### Außerirdische
1970 berichtete Sanderson in seinem Buch Invisible Residents, das von auf dem Meeresboden lebenden Außerirdischen handelt, dass es bei einem Flug der National Airlines mit einer Boeing 727 kurz vor dem Landeanflug zu einem Vorfall gekommen sein soll. Während des Landeanflugs verschwand die Boeing angeblich für zehn Minuten vom Radarschirm, tauchte dann aber plötzlich wieder auf und landete planmäßig auf dem Flughafen von Miami.
Sanderson schrieb, dass sowohl die Uhren der beiden Piloten als auch die der Passagiere um zehn Minuten nachgegangen sein sollen. Dieselbe Zeitdifferenz sei auch auf dem Bordchronometer beobachtet worden.
Sanderson konnte für dieses angebliche Ereignis weder Quellen noch ein Datum nennen. Auch eine Flugnummer und Angaben zu Zeugen fehlten, sodass es bis heute keinen Hinweis darauf gibt, dass dieses Ereignis stattgefunden hat.

### Bermudadreieck
Später stellte er eine Hypothese auf, dass zwölf erdmagnetische Anomaliengebiete über die Erde verteilt seien, mit denen die seltsamen Vorgänge im Bermudadreieck und anderen Gebieten erklärbar seien. Je fünf der Gebiete liegen auf dem 30. nördlichen bzw. südlichen Breitengrad, die anderen zwei sind die Pole. Eins der Gebiete ist ein japanisches Seegebiet, das 1978 von der dortigen Regierung zur Gefahrenzone erklärt worden sein soll. Ein anderes Gebiet, das in der Sahara liegt, soll bei den dortigen Nomaden als „Dünen des Vergessens“ bekannt sein. Diese Hypothese konnte nie nachgewiesen werden.

## Werke
- Der Silbernerz, Berlin Weiss, 1954
- Knaurs Tierreich in Farben. Säugetiere, 1956
- Säugetiere, Berlin : Deutsche Buch-Gemeinschaft, 1956
- Knaurs Affenbuch, München Droemer/Knaur, 1957
- Dynastie der Abu (mit Charles Albert Walter Guggisberg), 1966
- Invisible Residents: The Reality of Underwater UFOs, Adventures Unlimited Press, Januar 2006, ISBN 1931882207 (englisch)
- Abominable Snowmen: Legend Comes to Life, Adventures Unlimited Press, Mai 2006, ISBN 1931882584 (englisch)
- eine Einleitung zu Brad Steigers Strange Guests, Anomalist Books, September 2006, ISBN 1933665173 (englisch)